# Beurré Dumortier
La ’Beurré Dumortier est une variété de poire.

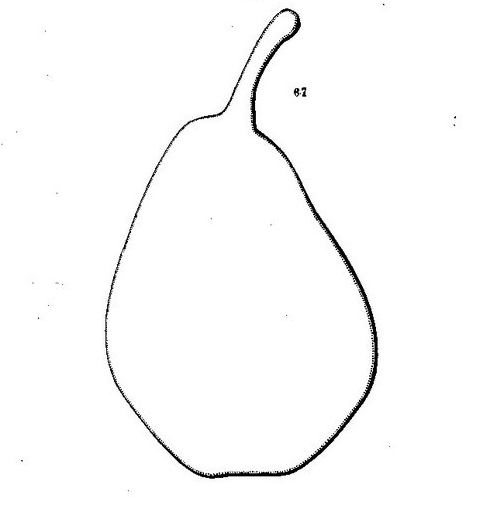
Silhouette du fruit, type 1.

## Synonymes
- Du Montier.
- Dumoustier.
- Demoustier[2].
- Beurré Curtet, à tort, plutôt synonyme de Beurré Quetelet.

## Origine
Elle fut obtenue par Van Mons vers 1818. André Leroy dit que : « C'est à tort qu'on a cru le Beurré Quételet identique avec le Beurré Dumortier ; ces deux poires ne se ressemblent nullement et d'ailleurs, on le sait aujourd'hui, Beurré Quételet est synonyme de Beurré Curtet ... »

## Arbre
C'est un fruit d'amateur.

## Fruit
D'une grosseur au-dessus de la moyenne.